# Буябес
Буябес (на френски: Bouillabaisse) е гъста, но изтънчена супа от риба, произлизаща от средиземноморското крайбрежие на Франция. За разлика от повечето други рибни супи, зеленчуците не се варят, а се запържват предварително. Различните видове риби се добавят по различно време.

## История и рецепти
Приготвя се в големи количества от няколко вида риба (морски змиорки, риба скорпион, морски таралежи, миди, октоподи). Първоначално се е готвила директно на брега на морето от непродадените риби от улова. Според легендата богинята Афродита е поднасяла всеки ден на мъжа си Хефест порция буябес.
Днес оригинална буябес се предлага само в няколко провансалски ресторанта и една порция достига до 150 евро. Един от тези ресторанти е „Бакон“, притежаван повече от 50 години от една и съща фамилия, която не приема дневния улов на местните рибари, ако той още не мърда. Поднася се с препечена франзела, която се маже с чеснова паста. Бульонът и рибата се сервират в отделни чинии.